# Denis Kaliberda
Denis Viktorovich Kaliberda (en ukrainien : Денис Викторович Каліберда, né le 24 juin 1990 à Poltava, alors en RSS d'Ukraine) est un joueur allemand de volley-ball. Il mesure 1,93 m et joue réceptionneur-attaquant. Il totalise 96 sélections en équipe d'Allemagne.

## Biographie
Il est le fils de Viktor Kaliberda, ancien joueur soviétique puis ukrainien de volley-ball.

## Clubs
| Club               | De        | À         |
| ------------------ | --------- | --------- |
| Generali Haching   | 2009-2010 | 2011-2012 |
| Callipo Sport      | 2012-2013 | 2012-2013 |
| Pallavolo Piacenza | 2013-2014 | ...       |

## Palmarès
- Championnat d'Europe des moins de 21 ans
  - Finaliste : 2008
- Championnat d'Allemagne
  - Finaliste : 2010, 2012
- Coupe d'Allemagne (2)
  - Vainqueur : 2010, 2011
  - Finaliste : 2012
- Coupe d'Italie (1)
  - Vainqueur : 2014, 2017
- Championnat d'Italie (1)
  - Vainqueur : 2017
  - Finaliste : 2016